# Parafia Najświętszej Maryi Panny Wniebowziętej w Maciejowej
Parafia Najświętszej Maryi Panny Wniebowziętej w Maciejowej – parafia rzymskokatolicka, znajdująca się w diecezji tarnowskiej, w dekanacie Nowy Sącz Wschód.